# Turkish Petroleum
Ne doit pas être confondu avec Iraq Petroleum Company.
Turkish Petroleum (en turc : Türkiye Petrolleri ou TP) est une entreprise pétrolière et gazière turque publique. Elle a été fondée en 1954 à travers la loi no 6327. Elle est à l'origine de dix-sept compagnies énergétiques à l'instar de Tüpraş qui appartient désormais à Koç Holding.

## Conseil d'administration
- Melih Han Bilgin (PDG)
- Edip Müyesseroğlu (vice-président)
- Mehmet Ferruh Akalın (vice-président)
- Alparslan Bayraktar